# Holzen-Ith
Ith ist eine Ortslage von Holzen in Niedersachsen.

## Lage
Die Ortslage Ith befindet sich etwa 2 km nördlich des Dorfes Holzen auf dem Ith. Sie grenzt unmittelbar an die Ithwiesen. Die Verkehrsanbindung mit Holzen verläuft durch Scharfoldendorf.

## Infrastruktur
Durch den Ort verläuft die B 240. Zudem befindet sich hier ein Standort vom Bundesamt für Familie und zivilgesellschaftliche Aufgaben.